# ساكن علي محمد (مكيراس)

تعديل مصدري - تعديل

ساكن علي محمد هي إحدى قرى عزلة مكيراس بمديرية مكيراس التابعة لمحافظة البيضاء، بلغ تعداد سكانها 18 نسمة حسب تعداد اليمن لعام 2004.